# 테카포 호수

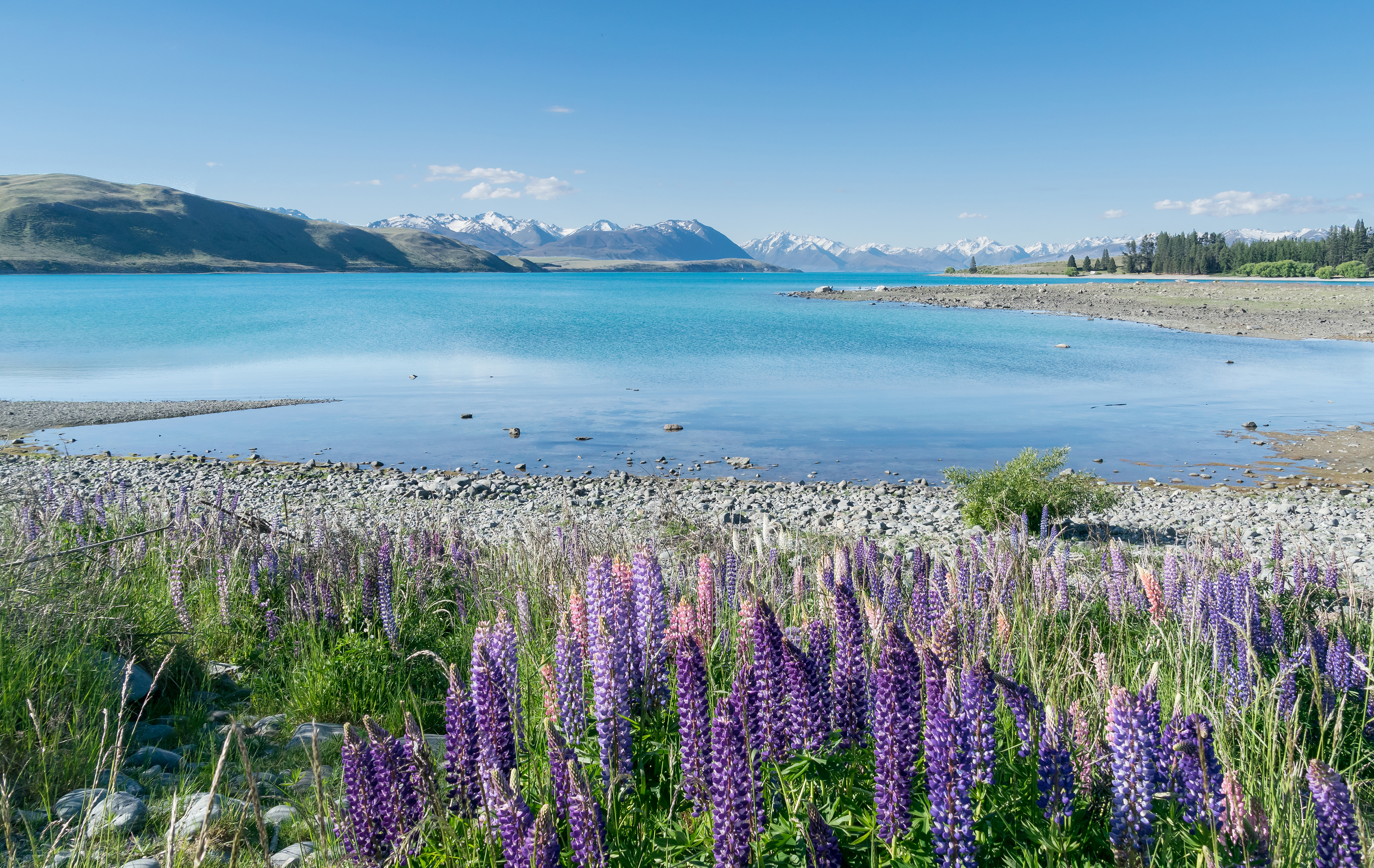
테카포 호수

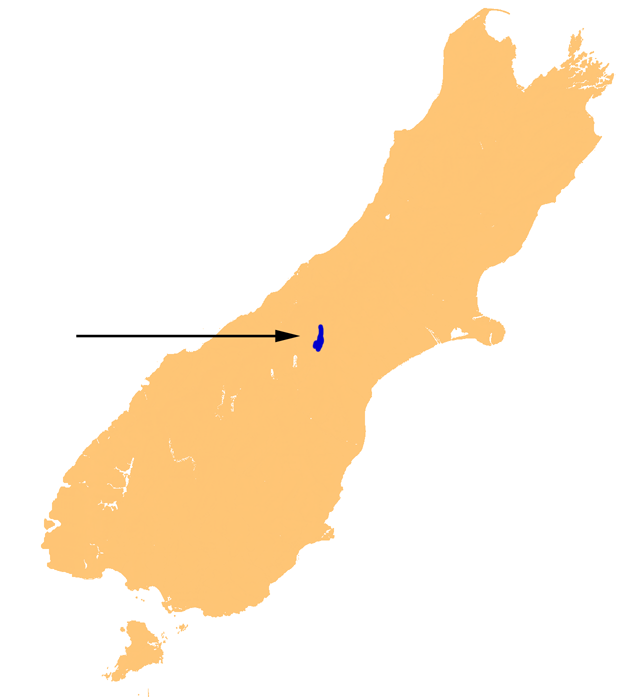
테카포 호수의 위치

테카포 호수(Lake Tekapo)는 뉴질랜드 남섬에 있는 맥킨지 분지의 북단을 따라 남북으로 뻗어 있는 3개의 호수 중 최대의 호수이다. (다른 2개는 푸카키 호수와 오하우 호수이다). 면적은 83km2이고, 해발 700m에 위치하고 있다. 호수는 빙하에 깍인 암석의 분말이 녹아 있기 때문에 밀키블루라는 청록색을 띠고 있다.

## 개요
테카포 호수는 북쪽의 서던알프스산맥에서 발원한 고들리 강에서 물이 공급되고 있다. 이 호수는 인기 있는 관광지이며, 호수 남단의 테카포 호수 마을에는 몇 개의 리조트 호텔이 있다. 천체관측소가 설치되어 있는 이 존산(Mount John)은 도시의 북쪽, 그리고 작은 알렉산드리나 호수 남쪽에 있다.
캔터베리 지방 환경국에 의해 운영되는 《테카포 호수 지역 공원》은 호수의 남쪽 해변에 위치한다.

## 발전소
원래 테카포 호수에서 흘러 나가는 하천은 남쪽의 테카포 강이다. 1938년 발전소 건설 공사가 시작되었고, 원래 1943년 완료 예정이었다. 그러나 제2차 세계대전 때문에 건설 공사는 1942년에 중지되었다. 동시에 하류 와이타키다무에 흐르는 양을 조절하기 위해 제어 게이트웨이 건설되었다. 공사는 1944년에 재개되어 테카포 A로 알려진 발전소와 함께 1951년 준공됐다.

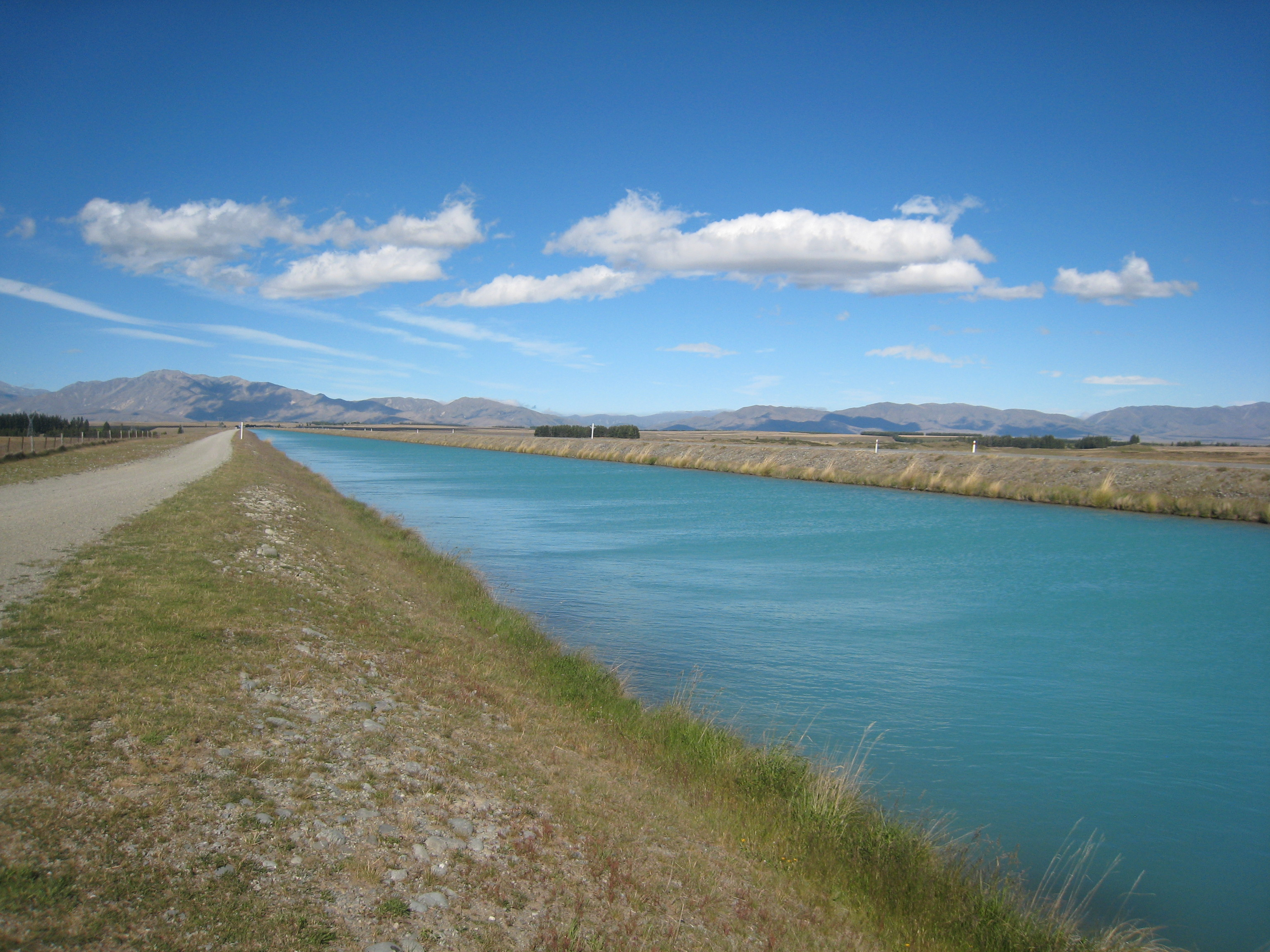
테카포-푸카키 수로

호수에서 발전소로 향하는 물은 도시의 지하 1.4km의 수로를 통해서 우회했지만, 원래의 강으로 되돌려 졌다. 1970년대 와이타키 상류 수력발전 개발계획으로 물은 현재 푸카키 호수 호반의 테카포 B로 통하는 26km의 운하로 흘러가고 있다.
테카포 A는 1986년 터빈이 고장난 후에 원래의 것보다 효율적으로 디자인된 고출력의 42,000 마력급 새로운 카플란 수차가 설치되었다. 오늘날 이 발전소는 25.2 메가와트의 발전 능력을 가지고 있으며, 발전기에서는 연평균 160기가 와트의 전력을 생산하고 있다. 이 발전소의 유효 낙차는 30.5m이다.

## 선한목자교회
테카포 호수는 선한목자교회가 위치하고 있으며, 이 교회는 1935년 맥킨지 분지에 두 번째로 세워진 교회이다. 또한 이 지역 최초의 교회는 벅스 패스의 고개에 1872년에 세워진 세인트 패트릭 교회이고, 성공회, 장로 그리고 천주교의 개척자의 협력으로 세워진 교회였다. 선한 목자 교회는 지역 예술가 에스더 희망의 밑그림에 따라 크라이스트처치의 교회건축가 RSD 허먼(Harman)에 의해 설계되었다. 이 교회는 뉴질랜드에서 가장 사진에 많이 찍힌 교회 중 하나이며, 놀랄만큼 아름다운 호수와 산의 전망을 프레임에 담은 제단 창문이 특색한 느낌을 자아낸다.

## 갤러리

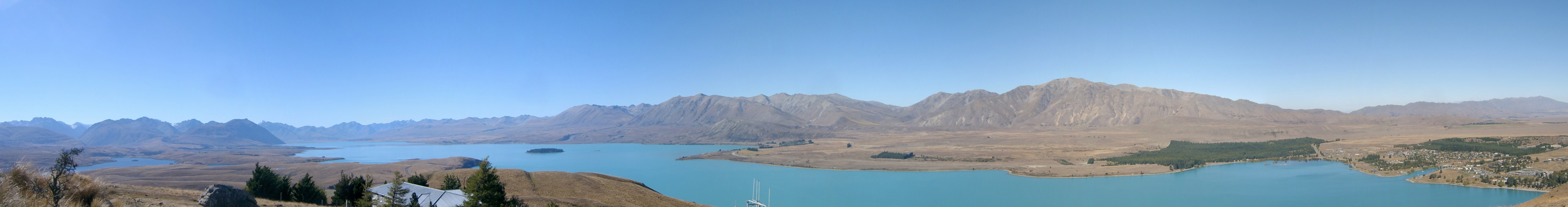
존 산에서 찍은 테카포 호수의 파노라마

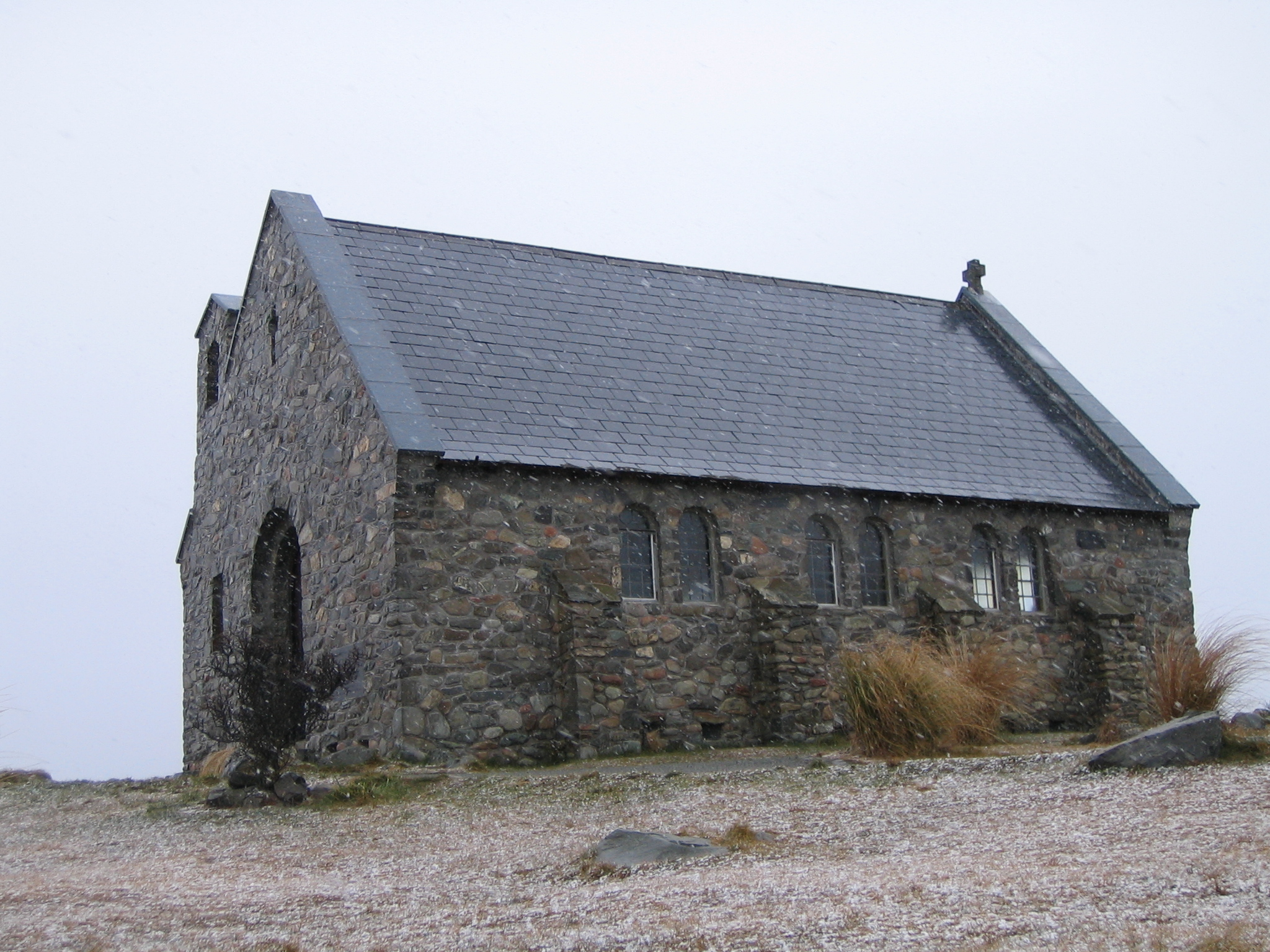
선한목자교회의 겨울
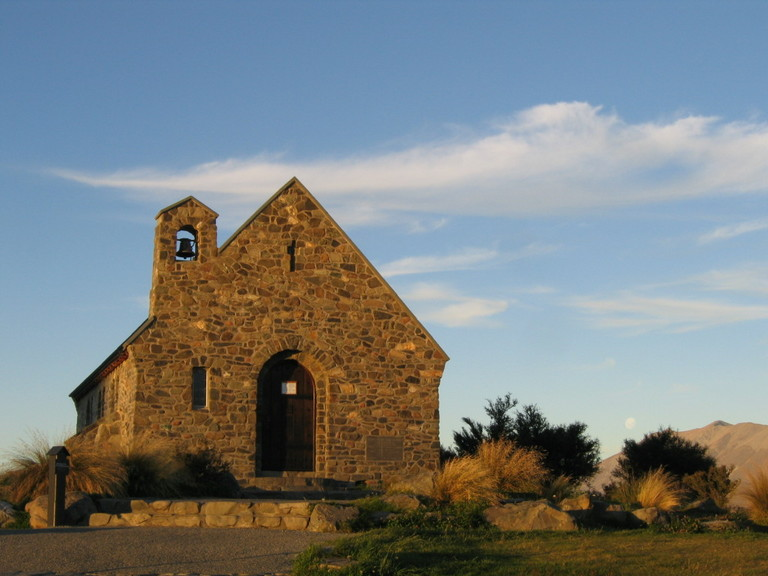
여름의 황혼
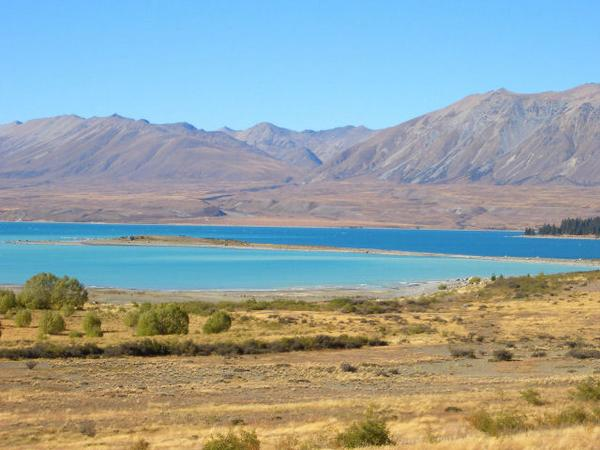
테카포 호수
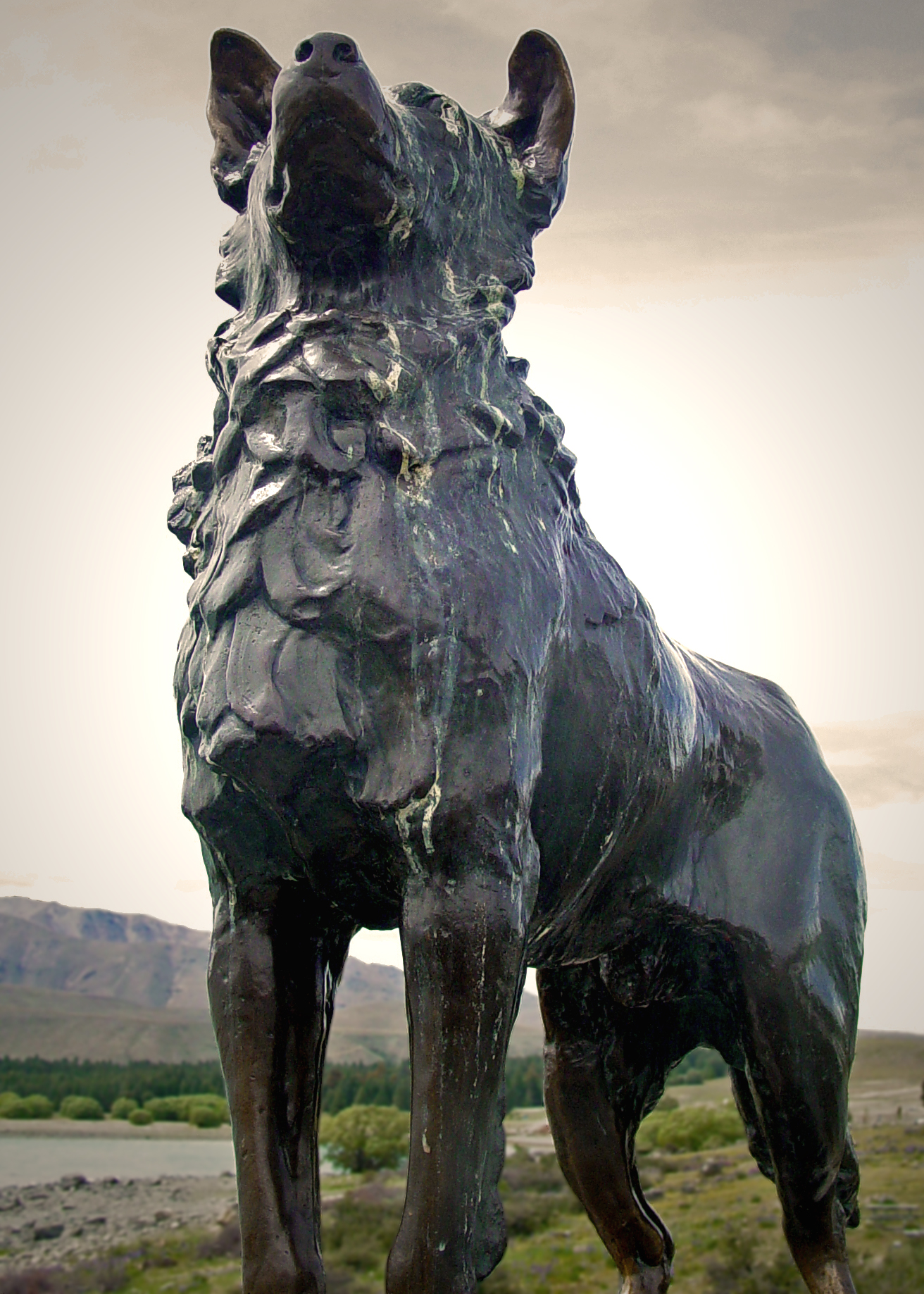
양치기 개의 동상